# Red mijn vakantie!
Red mijn vakantie! is een Nederlands televisieprogramma dat van 2008 tot 2016 uitgezonden werd door SBS6 en geproduceerd door Zodiak Nederland (voorheen Palm Plus). De presentatie van het programma was in de laatste jaren in handen van Thijs Zeeman en hygiëne-expert Rob Geus.
Het programma werd aanvankelijk gepresenteerd door Alberto Stegeman en Rob Geus. In 2014 werd Stegeman vervangen door Thijs Zeeman en Eef van Opdorp. In 2015 verliet Van Opdorp het programma. Het programma trok per aflevering ongeveer 1,3 miljoen kijkers.

## Format
In iedere uitzending staan vakantiegangers die op hun vakantieadres in de problemen zitten centraal, bijvoorbeeld doordat ze in een uiterst slecht onderkomen zijn beland of niet datgene hebben gekregen wat ze geboekt hadden. Ze kunnen zich bij het programma melden door te bellen naar een speciale alarmlijn. Het nummer van deze alarmlijn wordt in de aanloop naar het programma getoond in de reclameblokken en is te vinden op de site van het programma. Een van de presentatoren probeert vervolgens, bij voorkeur in overleg met het bedrijf waar de vakantie is geboekt, de zaak recht te zetten.

## Incidenten
Spraakmakend was een aflevering met Stegeman uit 2013, waarin 17 jongens uit Beuningen die logeerden in een villa op Mallorca door de eigenaar werden afgeperst en vervolgens gegijzeld. De Mallorcaanse politie werd ingeschakeld om hen uit de villa te bevrijden. In 2015 sloeg de eigenaar weer toe, dit keer kwam Zeeman naar Mallorca, om 16 jongens te redden in hun gehuurde villa.

## Vergelijkbaar
- De Vlaamse versie van het programma was te zien op VTM onder de naam Stressvakantie.
- In 2017 kwam televisiezender RTL 5 met een soortgelijk programma onder de naam SOS: Mijn vakantie is een hel met John Williams en Kaj Gorgels als presentatoren en Bastiaan Hilbrands in de rol van hygiëne-expert.[2]